# Studentische Vizepräsidentschaft
Die Studentische Vizepräsidentschaft, auch Studentische Prorektoren, ist eine besondere Führungsposition innerhalb der Leitungsebene einer Universität oder Hochschule, deren Etablierung u. a. vom Stifterverband für die deutsche Wissenschaft gefordert wird.

## Positionsbeschreibung
Die Besonderheit der Position besteht darin, dass sie ausschließlich von Studenten besetzt wird. Damit verfolgen die involvierten Hochschulen das Ziel, besonders leistungsstarken Studenten nach einem meist mehrstufigen Auswahlverfahren die Möglichkeit zu bieten, umfassende Führungserfahrung im akademischen und unternehmerischen Bereich an der eigenen Hochschule zu sammeln. Als studentischer Vizepräsident wird ein Student zugleich stimmberechtigtes Mitglied einer Hochschulleitung und verantwortet gesamtuniversitäre strategische wie operative Projekte. Häufig fungiert der Amtsträger dabei als Verbindungsstelle zwischen den Studierenden und der Hochschulleitung. Die zumeist auf ein Jahr begrenzte Aufgabe findet je nach Hochschule vollberuflich oder nebenberuflich im Rahmen des Studiums statt, wobei dem mit Leitungsaufgaben betrauten Studenten in der Regel eine finanzielle Vergütung zugesprochen wird.

## Etablierung
An deutschen Hochschulen bestehen Studentische Vizepräsidentschaften bzw. Studentische Prorektoren seit 1999 an der Hochschule für nachhaltige Entwicklung Eberswalde, seit 2010 an der Zeppelin Universität Friedrichshafen, der Universität Rostock und der Fachhochschule Potsdam sowie an der Universität Greifswald. Die Hochschule Neubrandenburg etablierte diese Stelle im April 2023.
Rechtlich verankert sind die Positionen auf Grundlage der jeweiligen Landeshochschulgesetze, die über die Möglichkeiten der Berufung von Mitgliedern der Hochschulleitung bestimmen. Da sich die Gesetzeslagen im Föderalistischen System der Bundesrepublik Deutschland je nach Bundesland unterscheiden ist die Berufung von Studenten in die Hochschulleitung nicht in jedem Land möglich. So forderte etwa die bayrische Landes-Asten-Konferenz 2017 bei einer Anhörung im bayrischen Landtag eine Einführung des Amtes an den bayrischen Hochschulen durch eine Änderung des bayrischen Landeshochschulgesetzes. Unterstützt wurden sie dabei von den Fraktionen der SPD, Die Grünen sowie den Freien Wählern. Ein folgender Antrag zur Änderung des Gesetzes scheiterte jedoch.
Im Oktober 2020 forderte der Stifterverband für die deutsche Wissenschaft im Rahmen einer gemeinsam mit McKinsey & Company vorgelegten Studie die Etablierung Studentischer Vizepräsidentschaften an deutschen Hochschulen, um die Interessen der Studierenden während der Auswirkungen der COVID-19-Pandemie seitens der Hochschulleitungen vermehrt zu adressieren.
Pendants zu Studentischen Vizepräsidentschaften bestehen auch an verschiedenen Hochschulen im Ausland. Das Netzwerk der University of California beruft beispielsweise einen Student Regent in das Board of Regents. Anders als an den vier deutschen Hochschulen ist der Student hier jedoch nicht Teil der exekutiven Hochschulleitung, sondern Teil des Aufsichtsgremiums der Hochschulleitungen. Ein ähnlich repräsentatives Amt besitzt auch die deutsche Universität Witten/Herdecke mit dem Vorstand der StudierendenGesellschaft Witten/Herdecke.